# Eva Padberg
Eva Padberg (n. 27 ianuarie 1980, Bad Frankenhausen, Germania) este o actriță, cântăreață și fotomodel german.

## Carieră

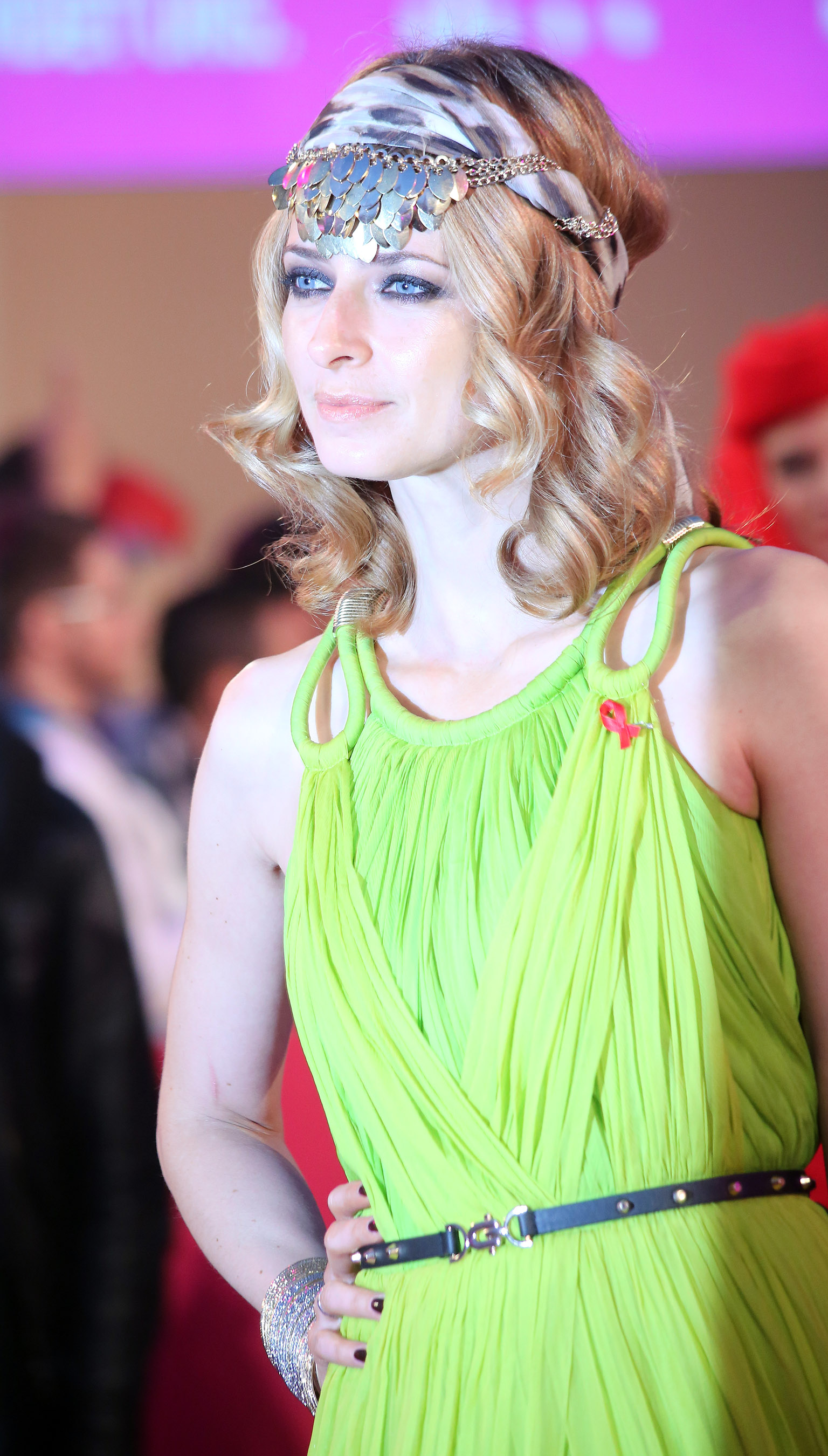
Eva Padberg, Life Ball 2013

Eva Padberg, a crescut în comuna Rottleben din Turingia. În anul 1995 se prezintă la concursul Bravo-Girl-und-Boy-Wahl, aici va reuși împreună cu zece candidate, va face poze de probă în München. După bacalaureat în anul 1998, începe să se pregătească pentru cariera de fotomodel. 
Va avea ca fotomodel un succes fulminant, apărând la prezentările caselor de modă, în Paris, Tokio și New York. Ea va prezenta creațiile casei de modă americane Ralph Lauren și Calvin Klein. Din anul 2003 face reclamă pentru firma Make-up Marke Astor, sau ulterior pentru firma coreană constructoare de automobile Kia Motors, firma Otto și Nintendos „Nintendogs“. În anul 2004 se lasă fotografiată de Ellen von Unwerth, pentru revista playboy din Germania. Ea va fi aleasă de cititori în anul următor ca „Sexiest Woman of the World“ ca în 2006 să apară în magazinul american Gentlemen’s Quarterly. Din anul 2006 face reclamă pentru berea produsă de König-Brauerei. Urmează să facă reclamă în anul 2007 pentru „Mercedes-Benz Fashion Week“. Pe lângă cariera de fotomodel mai apare și în emisiunile de televiziune ca moderatoare, actriță sau cântăreață. Din viața ei privată se știe că este căsătorită din anul 2006 cu muzicianul Niklas Worgt.